# Semboro
Semboro  ist eine Ortschaft in der Regentschaft Jember der Provinz Jawa Timur (Ostjava) in Indonesien. Sie liegt im Osten der indonesischen Hauptinsel Java.

## Bevölkerung
Semboro hat 11.841 Einwohner (Volkszählung 2010).

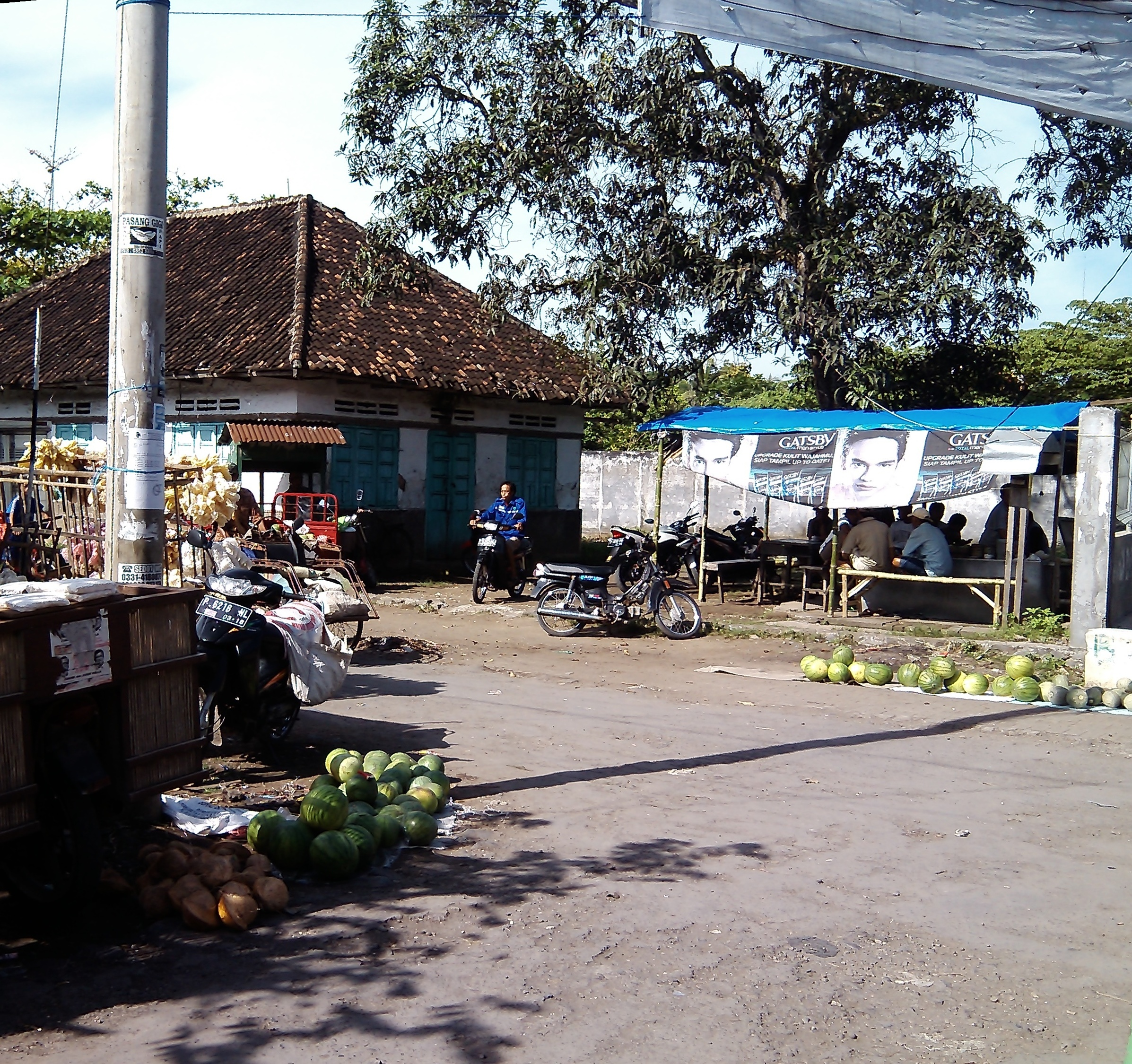
Semboro
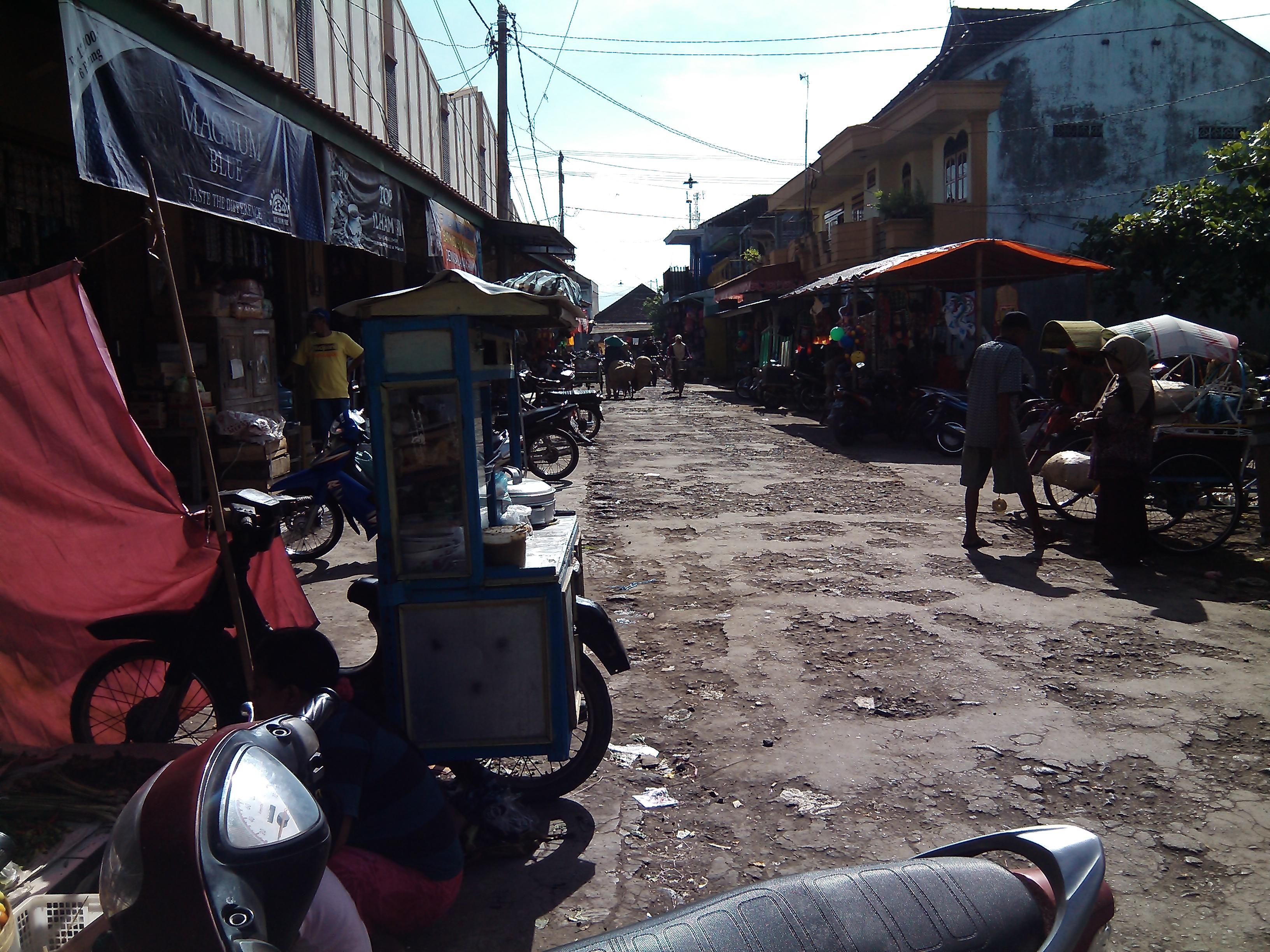
Semboro

## Pabrik Gula Semboro (Zuckerfabrik)
Um 1928 errichtete die Handelsvereniging Amsterdam (HVA) eine Zuckerfabrik in Semboro. Sie ist heute noch in Betrieb.
Die Zuckerfabrik heißt heute PT Perkebunan Nusantara XI (Persero) PG Semboro (kurz PTPN XI Semboro Jember). Sie beschäftigt normalerweise 600 und in der Hochsaison 1300 Mitarbeiter. Durch das Fehlen eines wohlorganisierten und effizienten Managements stand sie 2016–2019 vor der Herausforderung die Zuckerproduktion vorausschauender dem Markt anzupassen, um die Gewinne zu steigern.

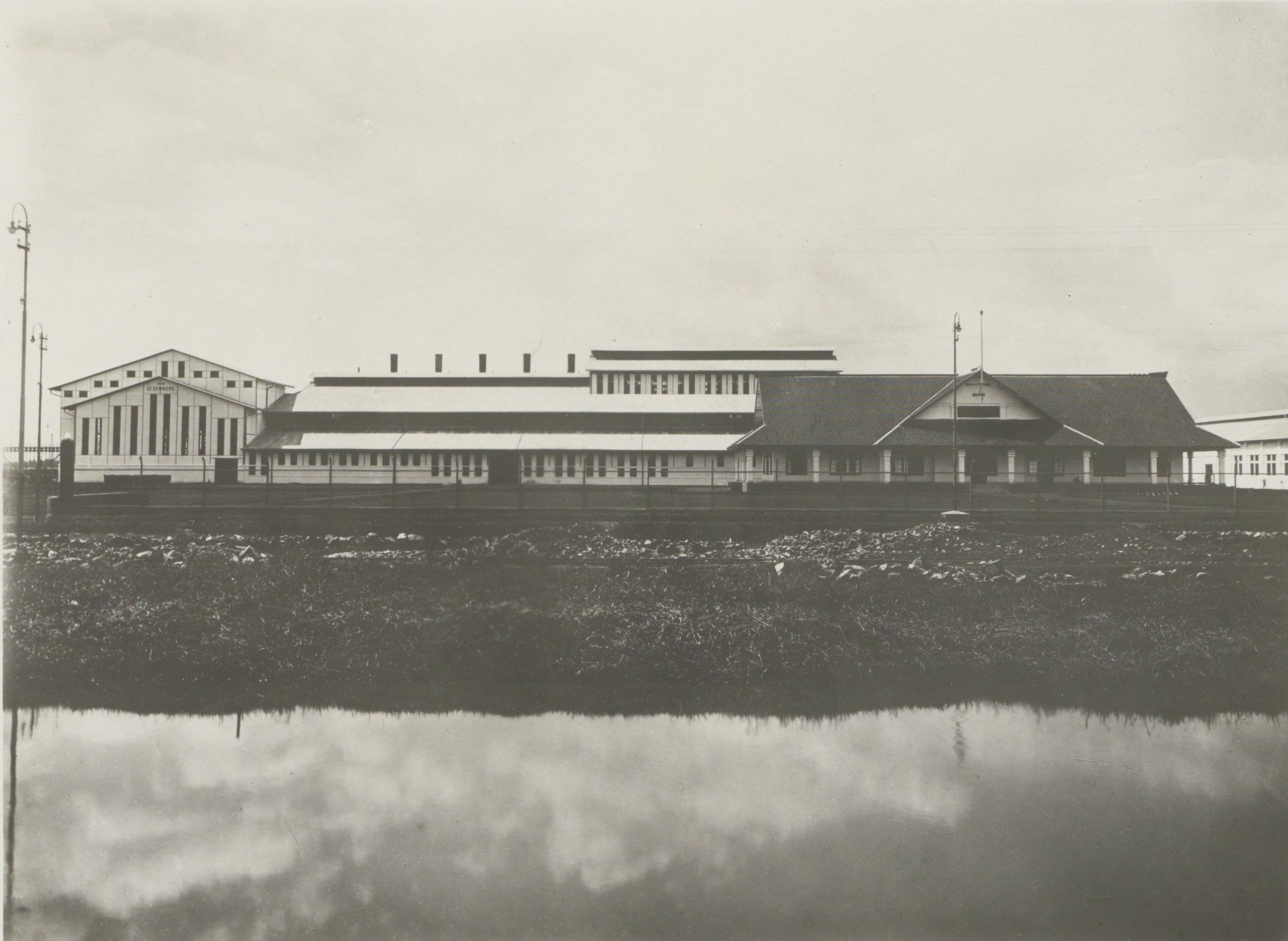
Zuckerfabrik, 1931
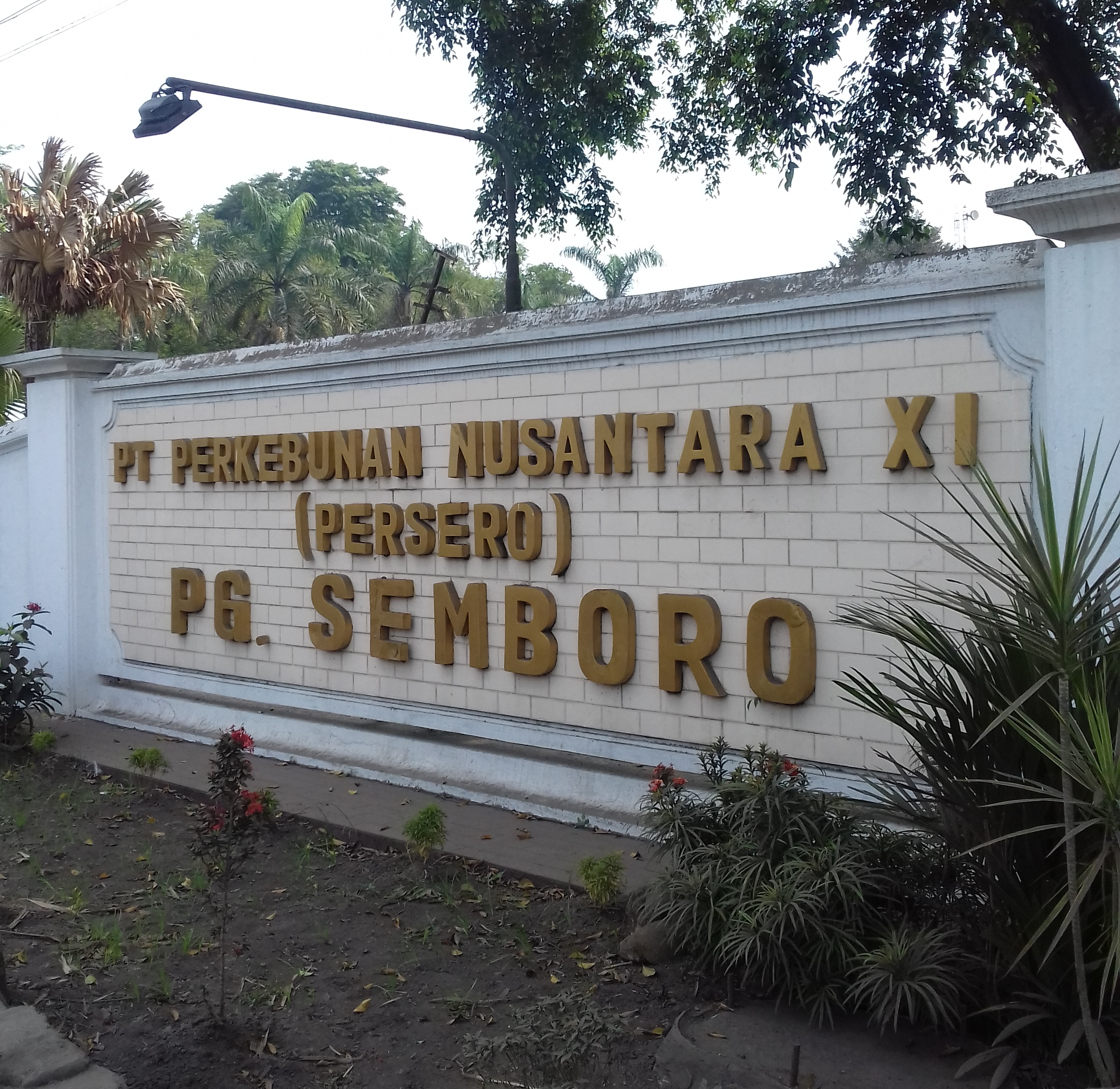
Pforte der Zuckerfabrik, 2018

## Feldbahn der Zuckerfabrik

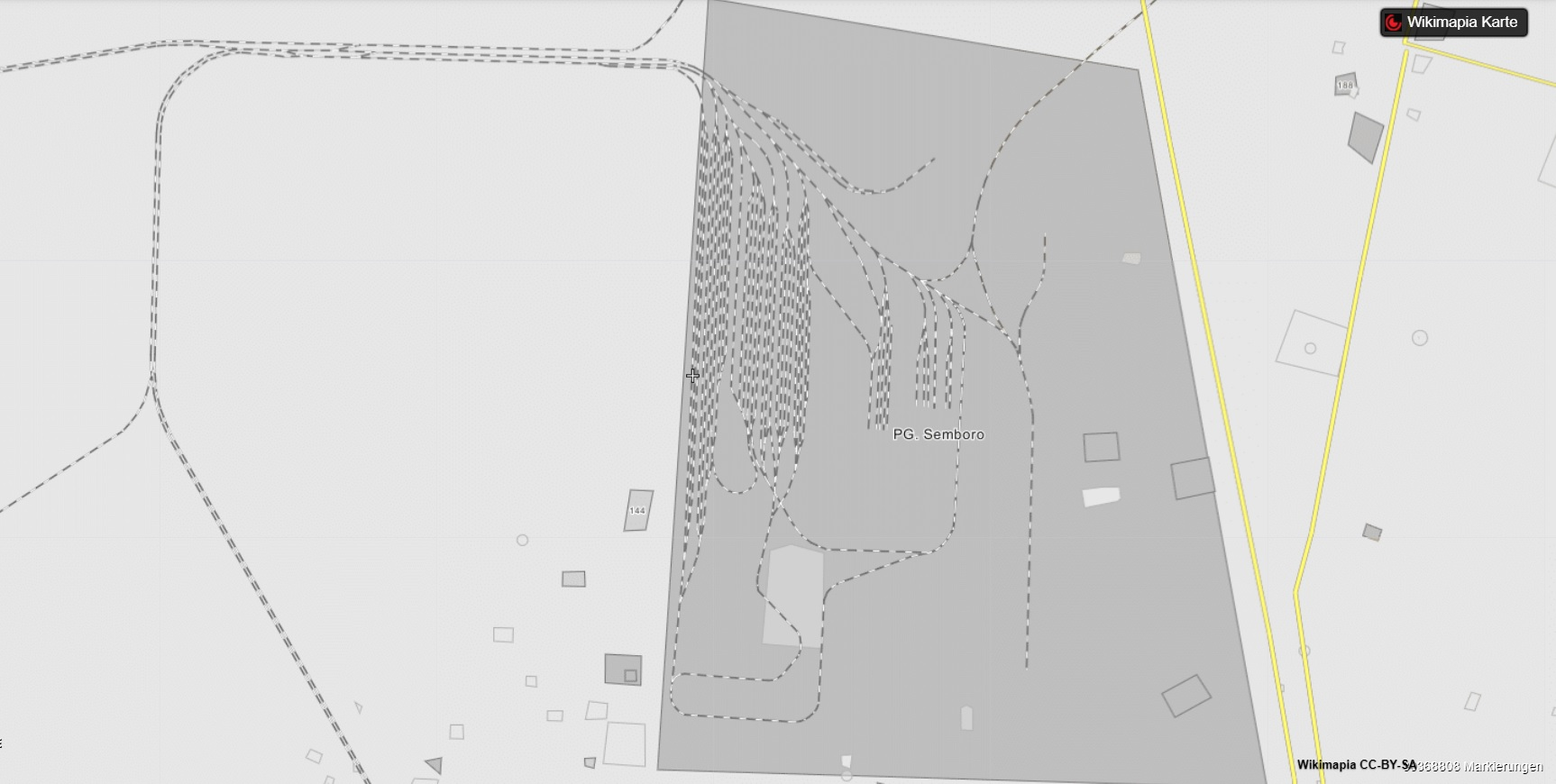
[http://wikimapia.org/#lang=de&lat=-8.205193&lon=113.441048&z=16&m=w Streckenverlauf der Feldbahn

Die Zuckerfabrik betreibt eine zum Teil zweigleisige Feldbahn mit einer Spurweite von 700 mm. Sie ist mit der Feldbahn der Zuckerfabrik Jatiroto vernetzt und wurde bzw. wird unter anderem mit aus Deutschland importierten Dampfspeicherlokomotiven (Cfl, O&K 11927/29 und O&K 11730/28) und Dampflokomotiven von der Breslauer Aktiengesellschaft für Eisenbahnwagenbau, Jung und O&K betrieben.

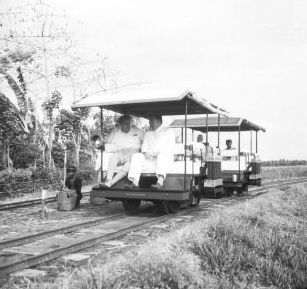
Die Herren Booberg und van der Horst auf Motordraisinen, 1936
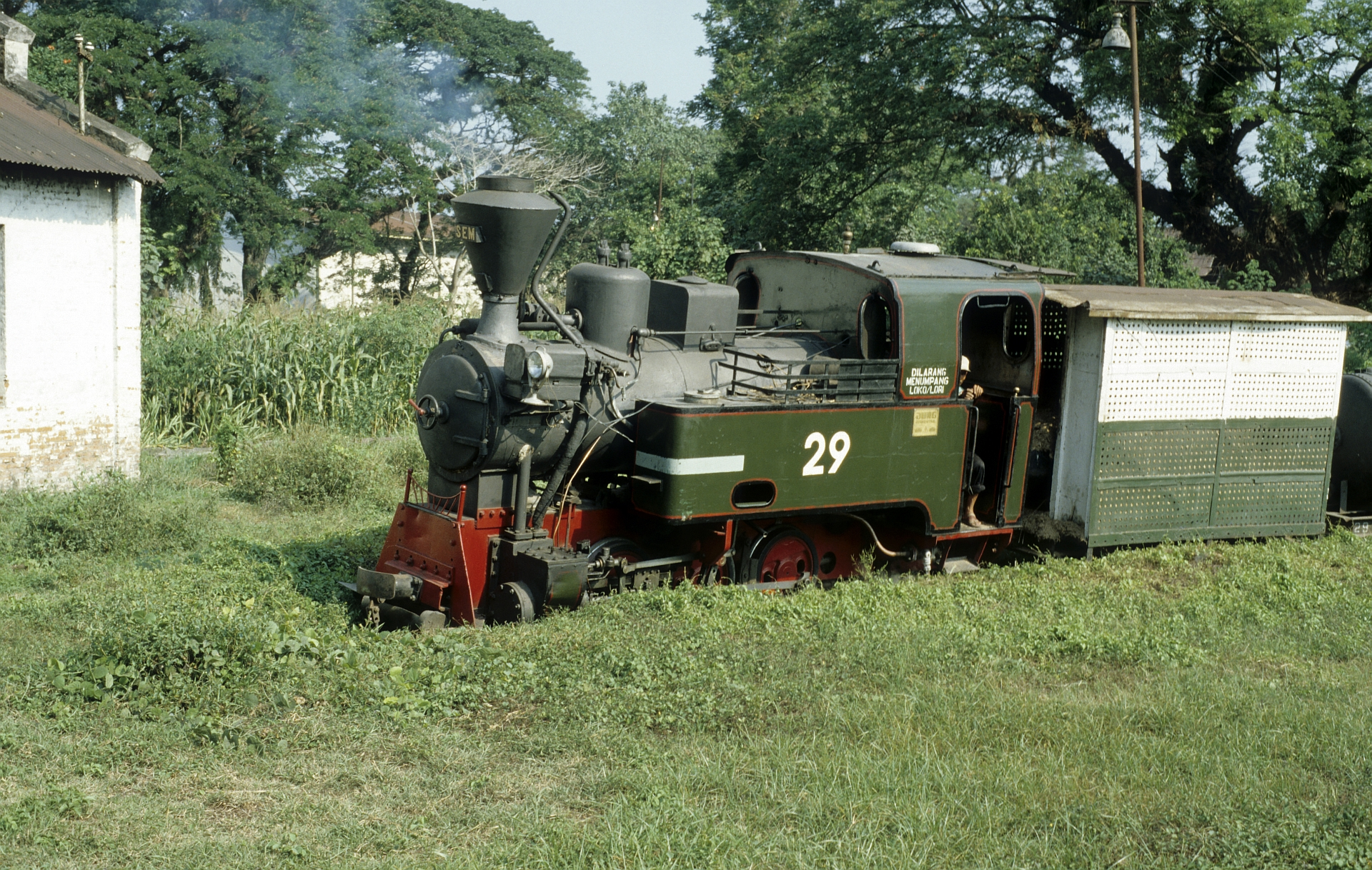
Jung Cn2t, Type Holda (Nr. 13490/1961), Foto von 1998